# ریورساید (آلاباما)
ریورساید (به انگلیسی: Riverside) شهری در شهرستان سینت کلیر ایالت آلاباما است که مساحت آن ۲۶٫۹۶ کیلومتر مربع است و در سرشماری سال ۲۰۱۰ میلادی، ۲٬۲۰۸ نفر جمعیت داشته و تراکم جمعیتی آن، ۸۱٫۹ نفر در هر کیلومتر مربع بوده است.